# Trần Hiếu Tâm
Trần Hiếu Tâm (sinh 1925) là một tướng lĩnh trong Quân đội nhân dân Việt Nam, hàm Thiếu tướng, từng giữ chức vụ: Phó Tư lệnh về trang bị kỹ thuật kiêm Chủ nhiệm Kỹ thuật Quân khu Thủ đô, Cục trưởng Cục quy hoạch và quản lý xây dựng cơ bản Bộ Quốc phòng, Tham mưu phó Tổng cục Hậu cần.

## Thân thế và sự nghiệp
Ông tên thật là Trần Văn Luân, bí danh là Thanh Tâm quê tại Làng Vọc, huyện Bình Lục, tỉnh Hà Nam.
Trước Cách mạng ông theo học tại Hà Nội.
Tháng 10 năm 1942, ông là Ủy viên Ban chấp hành Thanh niên cứu quốc Trường Kỹ nghệ Hà Nội rồi vào tự vệ chiến đấu
Tháng 3 năm 1945, là cán bộ Việt Minh huyện Hiệp Hòa, tỉnh Bắc Giang
Tháng 6 năm 1945, tham gia quân Giải phóng và theo học Trường Quân chính kháng Nhật tại Tân Trào, Việt Bắc.
Từ tháng 8 năm 1945, ông lần lượt giữ các chức vụ: Chính trị viên trung đội, đại đội, tiểu đoàn (Tiểu đoàn Hùng Vương), Chi đội giải phóng quân Trần Quốc Toàn (tức Trung đoàn 115 Phú Yên), Ủy viên Quân sự trong Ủy ban Hành chính kháng chiến tỉnh Phú Thọ
Tháng 4 năm 1947, chính trị viên Tiểu đoàn độc lập Hà Giang, Ủy viên Thường vụ Tỉnh ủy Hà Giang, Ủy viên Quân sự Ủy ban hành chính kháng chiến tỉnh Hà Giang
Tháng 6 năm 1949, Chính trị viên Tiểu đoàn 542 Trung đoàn Lao Hà; 10.1949, đi học bổ túc quân sự Trung cao cấp khóa Tổng phán công
Tháng 3 năm 1950, Chính trị viên Ban nghiên cứu Không quân Bộ Tổng tham mưu
Tháng 7 năm 1951, Trưởng phòng Chính trị Cục Quân báo Bộ Tổng Tham mưu
Tháng 6 năm 1954, Trưởng phòng Điệp báo Cục Quân báo. 
Tháng 11 năm 1955, ông đi học văn hóa và ngoại ngữ tại Kiến An
Tháng 8 năm 1956, đi học tại Học viện Quân sự Nam Kinh, Trung Quốc
Tháng 10 năm 1960, Cục phó Cục Trang bị vật tư Bộ Tổng Tham mưu
Tháng 12 năm 1963, Cục trưởng Cục Vật tư nhiên liệu Tổng cục Hậu cần. 
Tháng 9 năm 1964, ông giữ chức vụ Tham mưu phó Bộ Tham mưu Tổng cục Hậu cần
Tháng 3 năm 1974, Cục trưởng Cục Quy hoạch và quản lý xây dựng cơ bản Bộ Quốc phòng. 
Tháng 7 năm 1979, ông đi học tại Trường Đảng cao cấp Nguyễn Ái Quốc
Tháng 8 năm 1980, Phó Tư lệnh về trang bị kỹ thuật kiêm Chủ nhiệm Kỹ thuật Quân khu Thủ Đô
- Thiếu tướng (12.1984).

- Tháng 10 năm 1987, ông nghỉ hưu.

## Khen thưởng
•Huân chương Độc Lập hạng Nhì
•Huân chương Quân công hạng Nhất
•Huân chương Chiến công (hạng Nhì, Ba)
•Huân chương Chiến thắng (chống Pháp) hạng Nhì
•Huân chương Kháng chiến chống Mỹ hạng Nhất
•Huân chương Chiến sĩ vẻ vang (hạng Nhất, Nhì, Ba)
•Huy chương Quân kỳ quyết thắng
•Huy hiệu 50 và 70 năm tuổi Đảng. 